# Saltos ornamentais no Campeonato Mundial de Esportes Aquáticos de 2024 - Plataforma 10 m individual feminino

A prova da plataforma 10 m individual feminino dos saltos ornamentais no Campeonato Mundial de Esportes Aquáticos de 2024 foi realizada nos dias 4 e 5 de fevereiro de 2024 em Doha, no Catar.

## Cronograma
Todos os horários estão na hora local (UTC+3).
| Data           | Hora  | Evento        |
| -------------- | ----- | ------------- |
| 4 de fevereiro | 10:02 | Eliminatórias |
| 5 de fevereiro | 10:02 | Semifinal     |
| 5 de fevereiro | 18:32 | Final         |

## Formato da competição
A competição consiste em três rodadas: eliminatória, semifinal e final. As 18 melhores saltadoras nas eliminatórias avançam a semifinal, onde apenas as 12 melhores avançam até a final. Aquela com o melhor tempo garante a medalha de ouro.

## Medalhistas
| Ouro                  | Prata             | Bronze                                   |
| Quan Hongchan · China | Chen Yuxi · China | Andrea Spendolini-Sirieix · Grã-Bretanha |

## Resultados
| Pos.              | Saltadora                            | Nacionalidade        | Eliminatória | Eliminatória | Semifinal     | Semifinal     | Final         | Final         |
| Pos.              | Saltadora                            | Nacionalidade        | Pontos       | Pos.         | Pontos        | Pos.          | Pontos        | Pos.          |
| ----------------- | ------------------------------------ | -------------------- | ------------ | ------------ | ------------- | ------------- | ------------- | ------------- |
| Medalha de ouro   | Quan Hongchan                        | China                | 399.30       | 2            | 405.30        | 2             | 436.25        | 1             |
| Medalha de prata  | Chen Yuxi                            | China                | 435.20       | 1            | 421.85        | 1             | 427.80        | 2             |
| Medalha de bronze | Andrea Spendolini-Sirieix            | Grã-Bretanha         | 344.00       | 3            | 320.10        | 4             | 377.10        | 3             |
| 4                 | Kim Mi-rae                           | Coreia do Norte      | 295.50       | 11           | 325.20        | 3             | 349.10        | 4             |
| 5                 | Sarah Jodoin Di Maria                | Itália               | 319.45       | 4            | 293.75        | 7             | 322.15        | 5             |
| 6                 | Lois Toulson                         | Grã-Bretanha         | 283.40       | 13           | 273.90        | 11            | 321.60        | 6             |
| 7                 | Gabriela Agúndez                     | México               | 301.80       | 7            | 311.45        | 6             | 316.30        | 7             |
| 8                 | Caeli McKay                          | Canadá               | 318.40       | 5            | 273.15        | 12            | 310.05        | 8             |
| 9                 | Alejandra Orozco                     | México               | 305.70       | 6            | 317.50        | 5             | 291.80        | 9             |
| 10                | Pauline Pfeif                        | Alemanha             | 267.90       | 17           | 278.20        | 10            | 277.60        | 10            |
| 11                | Else Praasterink                     | Países Baixos        | 286.90       | 12           | 285.80        | 9             | 271.10        | 11            |
| 12                | Melissa Wu                           | Austrália            | 301.40       | 8            | 293.70        | 8             | 267.10        | 12            |
| 13                | Rin Kaneto                           | Japão                | 279.75       | 15           | 271.10        | 13            | Não avançaram | Não avançaram |
| 14                | Christina Wassen                     | Alemanha             | 295.70       | 10           | 266.40        | 14            | Não avançaram | Não avançaram |
| 15                | Maycey Vieta                         | Porto Rico           | 296.50       | 9            | 261.50        | 15            | Não avançaram | Não avançaram |
| 16                | Kim Na-hyun                          | Coreia do Sul        | 275.45       | 16           | 250.95        | 16            | Não avançaram | Não avançaram |
| 17                | Sofiya Lyskun                        | Ucrânia              | 281.70       | 14           | 249.70        | 17            | Não avançaram | Não avançaram |
| 18                | Maia Biginelli                       | Itália               | 263.25       | 18           | 241.40        | 18            | Não avançaram | Não avançaram |
| 19                | Anisley García                       | Cuba                 | 259.90       | 19           | Não avançaram | Não avançaram | Não avançaram | Não avançaram |
| 20                | Katrina Young                        | Estados Unidos       | 259.10       | 20           | Não avançaram | Não avançaram | Não avançaram | Não avançaram |
| 21                | Džeja Patrika                        | Letônia              | 257.30       | 21           | Não avançaram | Não avançaram | Não avançaram | Não avançaram |
| 22                | Victoria Garza                       | República Dominicana | 253.90       | 22           | Não avançaram | Não avançaram | Não avançaram | Não avançaram |
| 23                | Matsuri Arai                         | Japão                | 253.20       | 23           | Não avançaram | Não avançaram | Não avançaram | Não avançaram |
| 24                | Daryn Wright                         | Estados Unidos       | 252.35       | 24           | Não avançaram | Não avançaram | Não avançaram | Não avançaram |
| 25                | Kate Miller                          | Canadá               | 248.80       | 25           | Não avançaram | Não avançaram | Não avançaram | Não avançaram |
| 26                | Ciara McGing                         | Irlanda              | 243.20       | 26           | Não avançaram | Não avançaram | Não avançaram | Não avançaram |
| 27                | Mikali Dawson                        | Nova Zelândia        | 237.80       | 27           | Não avançaram | Não avançaram | Não avançaram | Não avançaram |
| 28                | Karina Hlyzhina                      | Ucrânia              | 237.00       | 28           | Não avançaram | Não avançaram | Não avançaram | Não avançaram |
| 29                | Pandelela Rinong                     | Malásia              | 231.15       | 29           | Não avançaram | Não avançaram | Não avançaram | Não avançaram |
| 30                | Cho Eun-bi                           | Coreia do Sul        | 230.25       | 30           | Não avançaram | Não avançaram | Não avançaram | Não avançaram |
| 31                | Kim Hui-yon                          | Coreia do Norte      | 228.35       | 31           | Não avançaram | Não avançaram | Não avançaram | Não avançaram |
| 32                | Helle Tuxen                          | Noruega              | 227.70       | 32           | Não avançaram | Não avançaram | Não avançaram | Não avançaram |
| 33                | Elizabeth Miclau                     | Porto Rico           | 225.40       | 33           | Não avançaram | Não avançaram | Não avançaram | Não avançaram |
| 34                | Valeria Antolino                     | Espanha              | 224.90       | 34           | Não avançaram | Não avançaram | Não avançaram | Não avançaram |
| 35                | Nikita Hains                         | Austrália            | 223.60       | 35           | Não avançaram | Não avançaram | Não avançaram | Não avançaram |
| 36                | Nicoleta Muscalu                     | Roménia              | 209.40       | 36           | Não avançaram | Não avançaram | Não avançaram | Não avançaram |
| 37                | Jade Gillet                          | França               | 205.10       | 37           | Não avançaram | Não avançaram | Não avançaram | Não avançaram |
| 38                | Giovanna Pedroso                     | Brasil               | 204.20       | 38           | Não avançaram | Não avançaram | Não avançaram | Não avançaram |
| 39                | Mariana Osorio                       | Colômbia             | 199.10       | 39           | Não avançaram | Não avançaram | Não avançaram | Não avançaram |
| 40                | Eszter Kovács                        | Hungria              | 193.80       | 40           | Não avançaram | Não avançaram | Não avançaram | Não avançaram |
| 41                | Megan Yow                            | Singapura            | 186.40       | 41           | Não avançaram | Não avançaram | Não avançaram | Não avançaram |
| 42                | Malak Tawfik                         | Egito                | 175.65       | 42           | Não avançaram | Não avançaram | Não avançaram | Não avançaram |
| 43                | Dhavgely Mendoza                     | Venezuela            | 173.25       | 43           | Não avançaram | Não avançaram | Não avançaram | Não avançaram |
| 44                | Nur Eilisha Rania Muhammad Abrar Raj | Malásia              | 167.55       | 44           | Não avançaram | Não avançaram | Não avançaram | Não avançaram |
| 45                | Palak Sharma                         | Índia                | 137.60       | 45           | Não avançaram | Não avançaram | Não avançaram | Não avançaram |
| 46                | Alisa Zakaryan                       | Armênia              | 129.70       | 46           | Não avançaram | Não avançaram | Não avançaram | Não avançaram |